# Manuae (Quần đảo Cook)
Manuae, còn được gọi là Đảo Hervey, là một đảo san hô không có người ở, thuộc nhóm phía Nam Quần đảo Cook, cách Aitutaki 100 km về phía Đông Nam. Manuae không phải là một phần hành chính của Aitutaki, tuy nhiên, nó là một phần của Khu vực bầu cử Arutanga-Reureu-Nikaupara trên Aitutaki chỉ nhằm mục đích bầu cử.
Manuae là một đảo san hô nằm trên đỉnh của một ngọn núi lửa chìm sâu hơn 4000 mét xuống đáy đại dương. Nó bao gồm hai hòn đảo hình móng ngựa, đảo Manuae ở phía Tây và đảo Te Au O Tu ở phía Đông, với tổng diện tích 6 km2. Đảo Manuae có diện tích 2,1 km2, còn đảo Te Au O Tu có diện tích 3,9 km2. Giữa 2 đảo có một phá nước, với diện tích 13 km2, nông và có các bãi cát dịch chuyển lớn. Một rạn san hô bao quanh đảo san hô và không có lối đi chính nào xuyên qua rạn san hô.
Vùng nước xung quanh đảo là một công viên biển và là nơi sinh sản quan trọng của các loài chim biển và rùa biển ở Trung Thái Bình Dương. Vùng biển ngoài khơi Manuae là ngư trường trù phú.